# Сімейкине (станція)
Сіме́йкине — лінійна вантажно-пасажирська залізнична станція Луганської дирекції Донецької залізниці.
Розташована в смт Сімейкине, Сорокинський район Луганської області  на лінії Родакове — Ізварине між станціями Лутугине (30 км) та Краснодон (13 км).
Через військову агресію Росії на сході України транспортне сполучення припинене.
Парком станції Сімейкине є Ярмонкине (зупинний пункт).